# Волчья Гора (Хмельницкая область)
Волчья Гора (укр. Вовча Гора) — село в Хмельницком районе Хмельницкой области Украины.
Население по переписи 2001 года составляло 940 человек. Почтовый индекс — 31310. Телефонный код — 382. Занимает площадь 9,103 км². Код КОАТУУ — 6825055501.

## Местный совет
31310, Хмельницкая обл., Хмельницкий р-н, пгт Чёрный Остров, ул. Октябрьская, 13